# Rafflesia sharifah-hapsahiae
Rafflesia sharifah-hapsahiae är en tvåhjärtbladig växtart som beskrevs av J.H.Adam, Rahmah, Aizat-juhari och K.L.Wan. Rafflesia sharifah-hapsahiae ingår i släktet Rafflesia, och familjen Rafflesiaceae. Inga underarter finns listade i Catalogue of Life.